# Werner Lang
Richard Werner Lang (Bermsgrün, 23 maart 1922 – Zwickau, 17 juni 2013) was een Duits automobiel-ingenieur. Hij is vooral bekend als de vader van de Trabant 601.

## Biografie
Lang werd geboren in Bermsgrün in de Duitse deelstaat Saksen. Na het voltooien van zijn opleiding tot plaatwerker in de nabij gelegen stad Schwarzenberg ging hij in 1940 werktuigbouwkunde en autotechniek studeren aan de ingenieursschool Zwickau. Zijn studie werd onderbroken toen hij het jaar erop als soldaat het leger werd ingezogen. In 1944 deserteerde hij uit de Wehrmacht en nam als partizaan de wapens op tegen het Duitse fascistische bewind in Italië.
Na de oorlog keerde hij terug naar Zwickau, in wat Oost-Duitsland zou worden, en hervatte zijn studie. In 1949 studeerde hij af. Vervolgens trad hij in dienst van automobielfabriek Horch; in 1951 werd hij er technisch directeur. Onder zijn leiding werd de Horch P240 met zescilinder motor ontwikkeld.
Na het samenvoegen van de automobielfabrieken van Horch en het voormalige Audi in Zwickau tot het VEB (Volkseigener Betrieb) Sachsenring Automobilwerk Zwickau werd Lang in 1958 benoemd tot hoofdconstructeur. In de nieuwe fabriek maakte de productie van Horch P240 plaats voor de nieuwe P50 Trabant, een klein model auto met een tweetactmotor van 500 cc, voorwielaandrijving en een carrosserie van versterkt kunststof (Duroplast). Daarna was Lang ook betrokken bij de ontwikkeling van zowel de Trabant 600 en de meest bekende 601, die in 1964 voor het eerst op de markt verscheen en in productie bleef tot juni 1990.
In 1966 promoveerde Lang tot Dr.-Ing. aan de Technische Universiteit Dresden op een proefschrift over problemen rond automobielconstructie. Van 1970 tot 1983 was hij directeur voor Wetenschap en Techniek van de Sachsenring-automobielfabriek. Na zijn pensionering was Lang met zijn echtgenote Renate bezig met documenteren van de ontwikkelingsgeschiedenis van de Trabant 601. Hij overleed op 91-jarige leeftijd aan de gevolgen van nierfalen.
In zowel 1954 als in 1974 werd Lang onderscheiden met de Nationalpreis der DDR en in 2008 verkreeg hij de Martin-Römer-Medaille van de stad Zwickau.